# Klaus-Peter Tombers
Klaus-Peter Tombers (* 10. Oktober 1939 in Hamburg; † 2016) war ein deutscher Boxer. Er war deutscher Meister im Berufsboxen (Mittelgewicht).

## Leben
Tombers boxte für den Hamburger Verein HBC Heros Wilhelmsburg, dann den BC Wilhelmsburg. Er wurde im Juniorenalter deutscher Vizemeister sowie Hamburger Meister.
Im März 1961 bestritt er in Kiel seinen ersten Kampf als Berufsboxsportler. Tombers hatte eine Kampfbilanz von neun Siegen, sechs Niederlagen und einem Unentschieden, als er Ende September 1972 gegen Hans-Dieter Schwartz um die deutsche Meisterschaft im Mittelgewicht boxte. Tombers gewann das Duell und somit den Titel. Der 1,68 Meter messende Tombers, den eine starke linke Hand auszeichnete und der zeitweise Sparringspartner von Jürgen Blin war, verlor Anfang Juni 1973 den Meistertitel an Eckhard Dagge. Der Kampf wurde vor 4000 Zuschauern auf der Waldbühne in West-Berlin ausgetragen. Tombers geriet in der dritten Runde in große Schwierigkeiten und ging auf die Knie, kämpfte aber weiter. In der fünften Runde wurde das Duell abgebrochen, Dagge hatte Tombers durch technischen K. o. besiegt. Für den Kampf erhielt Tombers eine Entlohnung in Höhe von 12 000 D-Mark.
Im September 1973 kämpfte er um den deutschen Meistertitel im Junior-Mittelgewicht. Tombers verlor den Kampf gegen Randolph Hombach. Er ging in der elften Runde zum dritten Mal zu Boden und vermochte nicht, den Kampf wiederaufzunehmen. Zuvor hatte Tombers seinen Gegner ebenfalls auf die Bretter geschickt. Überschattet wurde das im Rahmen eines Kampfabends in der Hamburger Ernst-Merck-Halle ausgetragene Duell durch den Tod von Tombers Trainer und Manager Alwin Hühnke, der in der sechsten Runde in der Ringecke mit einem Herzanfall zusammenbrach. In seinem letzten Kampf als Berufsboxer verlor Tombers Ende Januar 1977 gegen den Kameruner Louis Pergaud, welcher bei dem Duell in Bremen seinen Einstand im Profilager gab.